# (612) Вероника
(612) Вероника (нем. Veronika) — астероид главного пояса, который был открыт 8 октября 1906 года немецким астрономом Августом Копффом в Гейдельбергской обсерватории. Происхождение названия неизвестно; возможно, это производное от временного обозначения астероида 1906 VN.

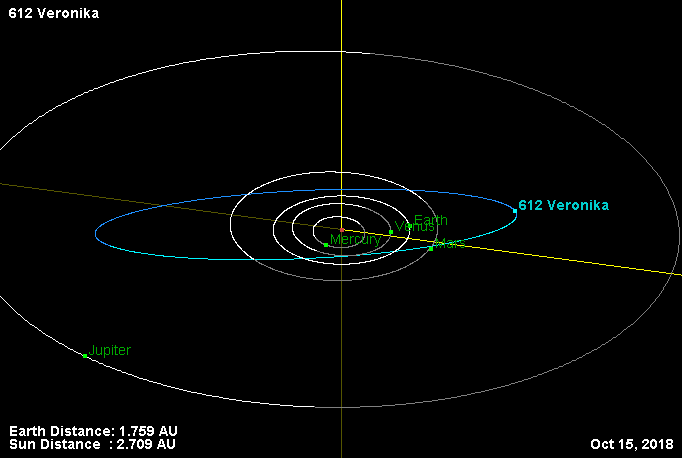
Орбита астероида Вероника и его положение в Солнечной системе

Тиссеранов параметр относительно Юпитера — 3,055.